# Honda SFX
La Honda SFX è uno scooter presentato dalla Honda nel 1995. Viene assemblato negli stabilimenti spagnoli della Honda.
È dotato di un motore a due tempi da 50 cm³ che lo classifica tra i ciclomotori.